# Godziszów
Godziszów è un comune rurale polacco del distretto di Janów Lubelski, nel voivodato di Lublino.
Ricopre una superficie di 101,68 km² e nel 2004 contava 6 363 abitanti.